# RSGC3
RSGC3(red supergiant cluster 3)은 우리 은하에 속하는 젊은 무거운 산개 성단으로 2010년 스피처 우주 망원경 조사 데이터에서 발견되었다. 성단은 태양으로부터 약 7 kpc 거리에 있는 방패자리에 위치하고 있으며 막대의 북쪽 끝과 두 개의 주요 나선팔 중 하나인 방패자리-센타우루스자리 팔의 내부 부분이 교차하는 지점에 위치할 가능성이 높다.
RSGC3의 나이는 1,800만-2,400만년으로 추정되며 심하게 가려져 가시광선으로 관측할 수 없다. 관측된 질량이 12-15 M☉인 16개의 적색초거성은 II형 초신성 전구별이다.  이 성단은 RSGC1, 스티븐슨 2, 알리칸테 7, 알리칸테 8, 알리칸테 10으로 알려진 다른 적색초거성 무리와 가깝다. RSGC3의 질량은 태양질량의 약 2만 배로 추산되며 이는 은하계에서 가장 무거운 산개성단 중 하나다.
더 많은 연구를 통해 RSGC3 근처에 최소 30개 이상의 적색초거성 집단이 추가로 확인되었으며 그 중 7개는 밀접하게 무리지어 알리칸테 7이라는 이름의 성단을 형성하는 것으로 추정된다. 하늘의 이 영역에서 연구된 몇몇 작은 지역에서 확인된 적색초거성의 수는 알려진 은하계의 적색초거성 수의 상당 부분을 차지하며 이는 은하 막대 끝 근처 지역에 매우 특이한 특성이 있음을 시사한다.

## 같이 보기
- 반지름순 항성 목록